# Ignatz Kaiser
Ignatz Kaiser, seit 1880 Ritter von Falkenthal (* 31. Mai 1819 in Straß im Straßertale; † 25. September 1895 ebenda) war ein österreichischer Jurist und Politiker.

## Leben
Kaiser studierte von 1839 bis 1842 Rechtswissenschaften an der Universität Wien, wurde 1842 zum Dr. phil. und 1844 zum Dr. jur. promoviert. Er war bis 1846 Adjunkt im Fach Philosophie, daneben Mitarbeiter des Hof- und Gerichtsadvokaten. Von 1846 bis 1851 war er selbst Advokat, dann bis 1891 Notar in Wien. 
Er war vom 18. Mai 1848 bis 20. Mai 1849 Mitglied der Frankfurter Nationalversammlung für Österreich unter der Enns in Retz in der Fraktion Augsburger Hof. Zudem war er auch Abgeordneter zum Landtag von Niederösterreich.